# Surveyor 6
Surveyor 6 là tàu vũ trụ hạ cánh xuống Mặt Trăng thứ sáu của chương trình Surveyor không người lái của Mỹ mà đã hạ cánh trên bề mặt Mặt Trăng thành công. Surveyor 6 đã đổ bộ lên vùng Sinus Medii. Tổng cộng 30.027 hình ảnh đã được truyền đến Trái Đất.
Tàu vũ trụ này là phần thứ tư của chuỗi tàu vũ trụ Surveyor đã đạt được thành công việc hạ cánh trên Mặt Trăng, thu được hình ảnh truyền hình khi hạ cánh, xác định sự phong phú của các nguyên tố hóa học trong đất đá trên bề mặt Mặt Trăng, thu thập dữ liệu động lực chạm, thu thập dữ liệu phản xạ nhiệt và radar. tiến hành thí nghiệm xói mòn động cơ của Vernier. Hầu như giống hệt với tàu Surveyor 5, tàu vũ trụ này mang theo một chiếc camera truyền hình, một thanh nam châm nhỏ gắn vào một footpad, và một dụng cụ phân tán alpha cũng như các thiết bị kỹ thuật cần thiết. Nó đổ bộ vào ngày 10 tháng 11 năm 1967, tại vị trí Sinus Medii, 0,49 độ vĩ độ và kinh độ 1,40 độ w (tọa độ selen) - trung tâm bán cầu có thể nhìn thấy của Mặt Trăng. Tàu vũ trụ đã hoàn thành tất cả các mục tiêu đã được lên kế hoạch. Việc hoàn thành nhiệm vụ này đã thỏa mãn nghĩa vụ của chương trình khảo sát địa hình cho dự án Apollo. Vào ngày 24 tháng 11 năm 1967, phi thuyền bị đóng cửa trong giai đoạn đêm Mặt Trăng kéo dài hai tuần. Liên lạc được kết nối lại vào ngày 14 tháng 12 năm 1967, nhưng không có dữ liệu hữu ích nào được thu thập sau đó.
Khảo sát đất nền đã được hoàn thành bằng cách sử dụng phương pháp tán xạ hạt an toàn và nhiếp ảnh. Một công cụ tương tự, APXS, đã được sử dụng trên một số nhiệm vụ thám hiểm sao Hỏa.
Trong một thử nghiệm thêm về công nghệ vũ trụ, động cơ của Surveyor 6 đã được khởi động lại và đốt cháy trong 2,5 giây trong lần nâng đầu tiên vào ngày 17 tháng 11 lúc 10:32 UTC. Điều này tạo ra lực đẩy 150 lbf (700 N) và nâng tàu lên 12 feet (4 m) so với bề mặt Mặt Trăng. Sau khi di chuyển về phía tây 8 feet, (2,5 m) tàu vũ trụ một lần nữa thành công hạ cánh mềm và tiếp tục hoạt động như đã thiết kế.